# Военная техника

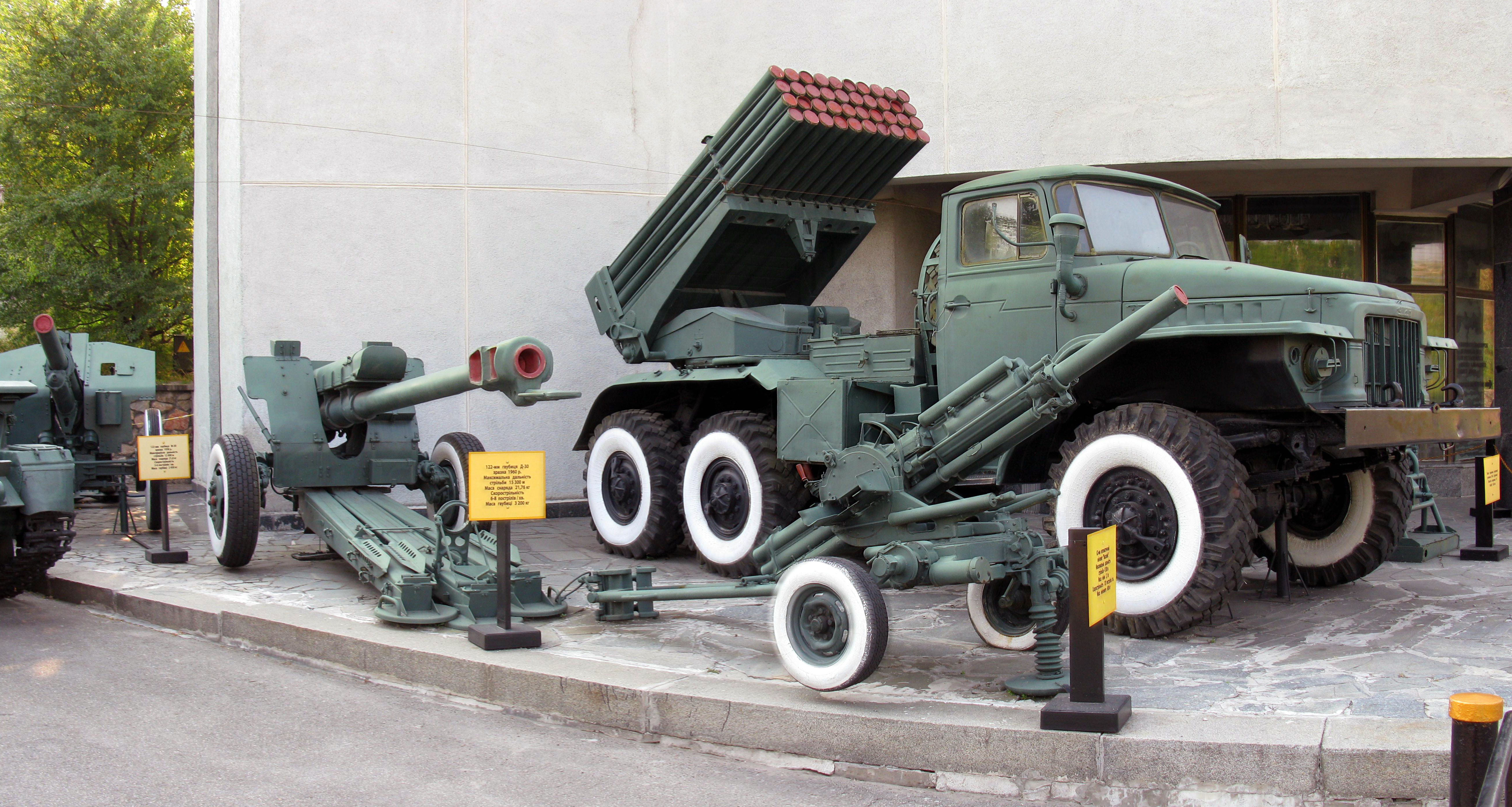
Советские гаубицы М-30, Д-30, миномёт «Василёк» и реактивная система залпового огня БМ-21.

Вое́нная те́хника — технические средства, имеющиеся у вооружённых сил и обеспечивающие их боевые действия и повседневное функционирование. 
К ним относятся:
- боевая техника, предназначенная для нанесения прямого боевого ущерба противнику[3], то есть оружие с его носителями. Является наиболее важной составляющей частью военной техники[4].
- технические средства управления войсками и другими техническими средствами[4].
- средства тылового обеспечения и обеспечения боевых действий[3].
- технические средства обучения и пропаганды[4].

... В наши дни военная техника стала весьма совершенна. Изобретено множество машин для истребления людей: пулеметы, дальнобойные тяжелые пушки, аэропланы, газы, танки… — Пётр Николаевич Краснов, «Армия», 1928 год.

## Классификация

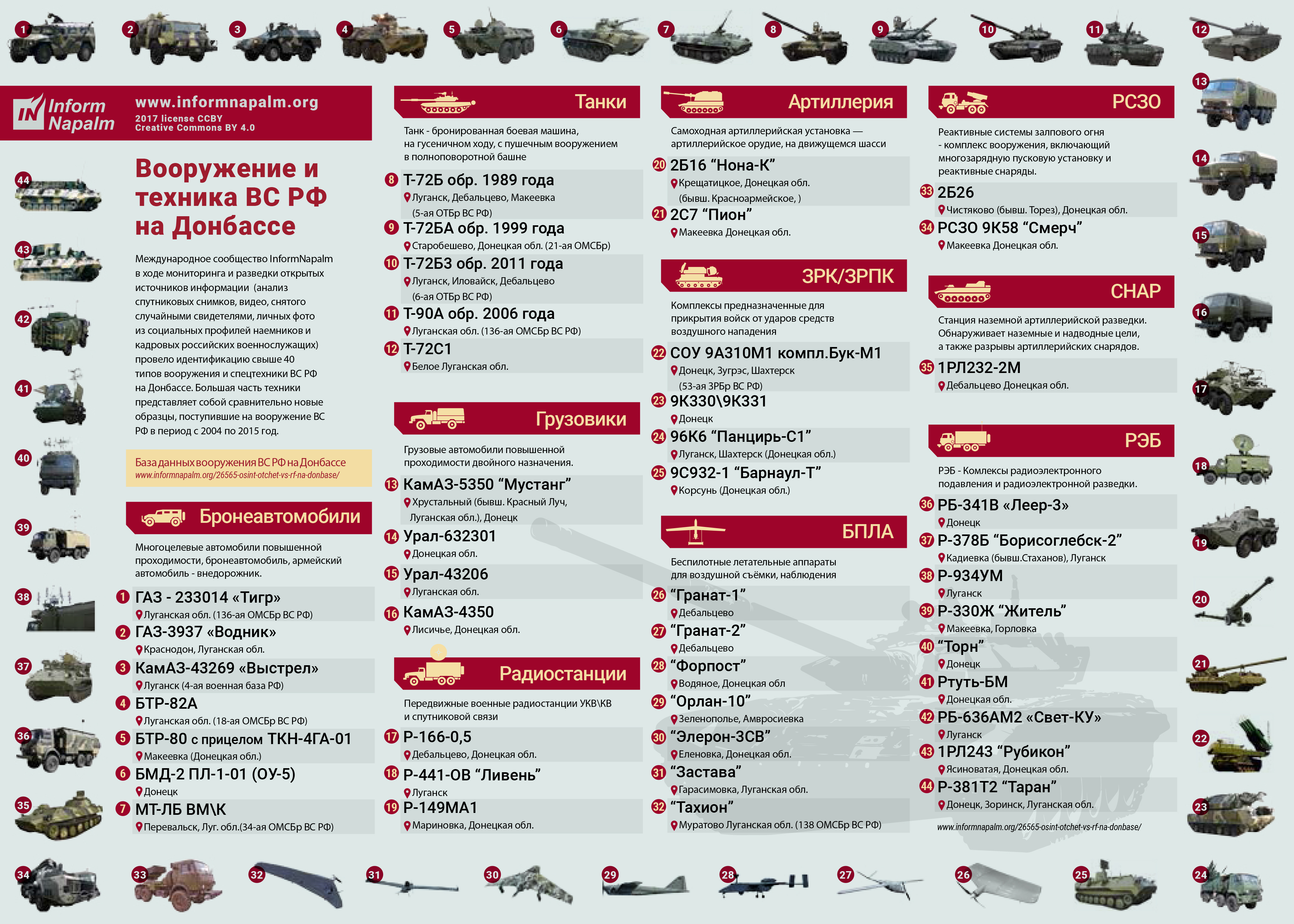
Перечень российской военной техники, использовавшейся в войне на Донбассе

В зависимости от принадлежности к роду войск (сил) вида вооружённых сил, отдельным родам войск (сил) или спецвойскам различают военную сухопутную, военно-морскую, военно-воздушную технику, технику инженерных войск, морской пехоты и так далее. 
Военную технику подразделяют и по функциональному назначению, например, ракетная, артиллерийская, броневая, танковая, авиационная, корабельная, техника связи, стрелковое оружие.